# Рафаель Ґаяр
Рафаель Ґаяр (фр. Raphaël Gaillard, нар. 11 червня 1976 року в Парижі) — французький лікар, психіатр і письменник. 2024 року обраний до Французької академії.

## Біографія
Випускник Вищої нормальної школи, лікар Рафаель Ґаяр є професором психіатрії в Університеті Париж-Сіте, відповідальним за університетський лікарняний центр лікарні Святої Анни.
Після наукової дисертації про церебральні основи свідомості та постдокторської стипендії в Кембриджському університеті він продовжив свою дослідницьку роботу в галузі когнітивної та обчислювальної нейронауки, прагнучи змоделювати роботу мозку за допомогою комп'ютерних інструментів і вхідних даних. Його роботи опубліковані в міжнародних наукових журналах (більш як 150 публікацій, включаючи Proceedings of the National Academy of Sciences і провідний психіатричний журнал Molecular Psychiatry). Разом зі Станісласом Дегане він розробив когнітивну модель шизофренії, яка вважається пов'язаною з порушенням доступу до свідомості. Він також і далі вивчає участь запальних процесів у психологічних розладах і роль стовбурових клітин.
Він очолював підрозділ 49-03 психіатрії Національної ради університетів. Як судовий експерт, він очолює Компанію медичних експертів при Апеляційному суді Парижа (CEMCAP) і є віцепрезидентом ради департаменту міста Париж Ордену лікарів. Він керує головним франкомовним конгресом психіатрії, конгресом Encephale, а також однойменним журналом.
Очолює Фонд П'єра-Денікера, який займається дослідженнями психічного здоров'я та кращими знаннями про психологічні розлади серед широкої громадськості.
Ґаяр отримав премію П'єра-Робена в 2005 році, а потім премію Луї-Фореста в 2008 році від канцелярії університетів Парижа. У 2017 році йому присуджено премію Béatrice Denys Therapeutic Innovation Prize. У 2019 році він отримав премію Марії та Філіпа Гальфен від Академії наук. Його робота «Сокира в голові», «Божевілля і творчість» була відзначена у 2022 році премією Жака де Фуше від Французької академії.
Опублікований у січні 2024 року його есей «Людина аргументована» прагне показати, як наш мозок має всі підстави для гібридизації з технологіями, включаючи штучний інтелект, народжений шляхом їх імітації. І як ця гібридизація перегукується з великою гібридизацією людства, з появою письма та читання.
21 березня 2021 року під час заслуховування Сенатом щодо штучного інтелекту він обговорив використання технологій стимуляції мозку для догляду за пацієнтами, які страждають на неврологічні та психіатричні розлади, а також той факт, що ці самі технології, ймовірно, іноді збільшують певні спроможності в роботі мозку (зокрема проект Neuralink).
Того ж дня він подав заяву до Французької академії. 25 квітня 2024 року його обрали на місце Валері Жискар д'Естена в першому турі (отримав 15 голосів із 30 виборців, заледве більшість). У свої 47 років він є наймолодшим членом академії після Жана д'Ормессона в 1973 році.

## Праці
- Un coup de hache dans la tête. Folie et créativité, Grasset, 2022
- Manuel des troubles bipolaires, Elsevier Masson, 2023 (en collaboration avec Chantal Henry, Josselin Houenou et Marc Masson)
- L'homme augmenté : futurs de nos cerveaux, Grasset, 2024